# 八幡町 (瀬戸市)
八幡町（はちまんちょう）は、愛知県瀬戸市山口連区の町名。丁番を持たない単独町名である。

## 地理
- 瀬戸市の南部に位置する[8]。西を矢形町・八幡台、北を宝ケ丘町、東をせいれい町・若宮町、南を山口町と隣接している[8]。
- 国道沿いの住宅地区[8]。八幡山には鎌倉時代〜室町時代の八幡古窯址群の古窯が数基分布する[9]。

### 河川
- 八幡川（矢田川（山口川）支流）[8] ： 町の中央部を南流している。
- 北山川（八幡川支流） ： 町の北部を南流し、八幡川に注ぎ込んでいる。

- 八幡川（八幡町内）
- 北山川（八幡町内）
- 八幡川と北山川の合流点[注釈 1]

### 学区
市立小・中学校に通う場合、学区は以下の通りとなる。また、公立高等学校普通科に通う場合の学区は以下の通りとなる。
| 番・番地等 | 小学校               | 中学校             | 高等学校 |
| ---------- | -------------------- | ------------------ | -------- |
| 全域       | 瀬戸市立幡山東小学校 | 瀬戸市立幡山中学校 | 尾張学区 |

## 歴史

### 町名の由来
町内にある八幡社によるものとされる。

### 沿革
- 1981年（昭和56年）3月31日 - 瀬戸市大字山口字大坂・北山の各一部により、同市八幡町として成立[2]。

## 世帯数と人口
2024年（令和6年）2月1日現在の世帯数と人口は以下の通りである。
| 町丁   | 世帯数  | 人口  |
| ------ | ------- | ----- |
| 八幡町 | 145世帯 | 304人 |

### 人口の変遷
国勢調査による人口の推移
| 1995年（平成7年）  | 439人 | [ 13 ] |  |
| 2000年（平成12年） | 422人 | [ 14 ] |  |
| 2005年（平成17年） | 373人 | [ 15 ] |  |
| 2010年（平成22年） | 358人 | [ 16 ] |  |
| 2015年（平成27年） | 331人 | [ 17 ] |  |
| 2020年（令和2年）  | 319人 | [ 18 ] |  |

### 世帯数の変遷
国勢調査による世帯数の推移。
| 1995年（平成7年）  | 133世帯 | [ 13 ] |  |
| 2000年（平成12年） | 138世帯 | [ 14 ] |  |
| 2005年（平成17年） | 129世帯 | [ 15 ] |  |
| 2010年（平成22年） | 138世帯 | [ 16 ] |  |
| 2015年（平成27年） | 133世帯 | [ 17 ] |  |
| 2020年（令和2年）  | 144世帯 | [ 18 ] |  |

## 交通

### 鉄道
町内に鉄道は走っていない。最寄り駅は愛知環状鉄道・愛知環状鉄道線山口駅になる。

### バス
瀬戸市コミュニティバス「上之山線」
- 瀬戸駅前 - 宝ヶ丘町 - 山口駅 - サンヒル上之山 - 八草駅 系統 ： 八幡町バス停

- 八幡町バス停

### 道路
- 国道155号[8]・国道248号（重複区間） ： 町の中央部を南北に走っている。

- 国道155号標識（八幡町内）

## 施設
- 瀬戸市立幡山東小学校[8] ： 1873年（明治6年）に開校し、1974年（昭和49年）に現在地に移転[19]。2022年（令和4年）5月1日現在の児童数は559人、教員数は32人[20]。
- 山口八幡社[8] ： 山口神社。社名を山口八幡社という。地元では単に八幡社と呼ばれている[21]。1223年（貞応2年）、山田次郎重忠が神功皇后とその子応神天皇を合祀して創建したとされる[12]。
- 興福寺[8] ： 曹洞宗。本尊は釋迦牟尼如来[22]。
- 天理教東尾分教会[8] ： 天理教愛知教区瀬戸支部に属する分教会[23]。

- 瀬戸市立幡山東小学校
- 山口八幡社
- 興福寺
- 天理教東尾分教会

## その他

### 日本郵便
- 郵便番号 : 489-0862[6]（集配局：瀬戸郵便局[24]）。